# Aulosaphoides fallax
Aulosaphoides fallax är en stekelart som först beskrevs av Sergey A. Belokobylskij 1990.  Aulosaphoides fallax ingår i släktet Aulosaphoides och familjen bracksteklar. Inga underarter finns listade.